# Novelsis aequalis
Novelsis aequalis är en skalbaggsart som först beskrevs av Sharp 1902.  Novelsis aequalis ingår i släktet Novelsis och familjen ängrar. Inga underarter finns listade i Catalogue of Life.